# Bednářství
Bednářství je středověké řemeslo. Bednáři (německy Weissbinder, Fassbinder) vyráběli schránky a nádoby, které sloužily k běžnému provozu nebo ukládání zásob v městských domácnostech a vesnických usedlostech. Výrobky bednářů (vědra a vědérka) byly mezi archeologickými nálezy na pozdějším území západních Slovanů v mladším římském období.
Řemeslo se postupně rozdělilo na bednářství a bečvářství. Bednáři vyráběli běžné dřevěné nádobí: štoudve, střezy, vany, štandlíky a škopky z „měkkého“ bílého dřeva, obruče používali březové, lískové, habrové, a z divokého ořechu. Bečváři (německy) bečvy, sudy a kádě ze sudoviny – „tvrdého“ černého dubového dřeva, obruče používali kovové, zejména železné. V polovině 19. století řemeslo opět splynulo v bednářství. V Německu existovalo dělení do dvanácti oborů.
Podle tohoto řemesla jsou také odvozena česká příjmení Bednář a Bečvář.